# Władysławów (powiat turecki)
Władysławów – wieś w Polsce położona w województwie wielkopolskim, w powiecie tureckim, siedziba gminy Władysławów. Prawa miejskie w latach 1727–1870 i 1919–1934.
Wieś położona jest wśród Pagórków Złotogórskich, będących północną częścią Wysoczyzny Tureckiej. pośrodku trójkąta miast Konin-Koło-Turek.
We wsi znajduje się Szkoła Podstawowa im. ks. Jana Twardowskiego oraz jednostka Ochotniczej Straży Pożarnej.

## Historia

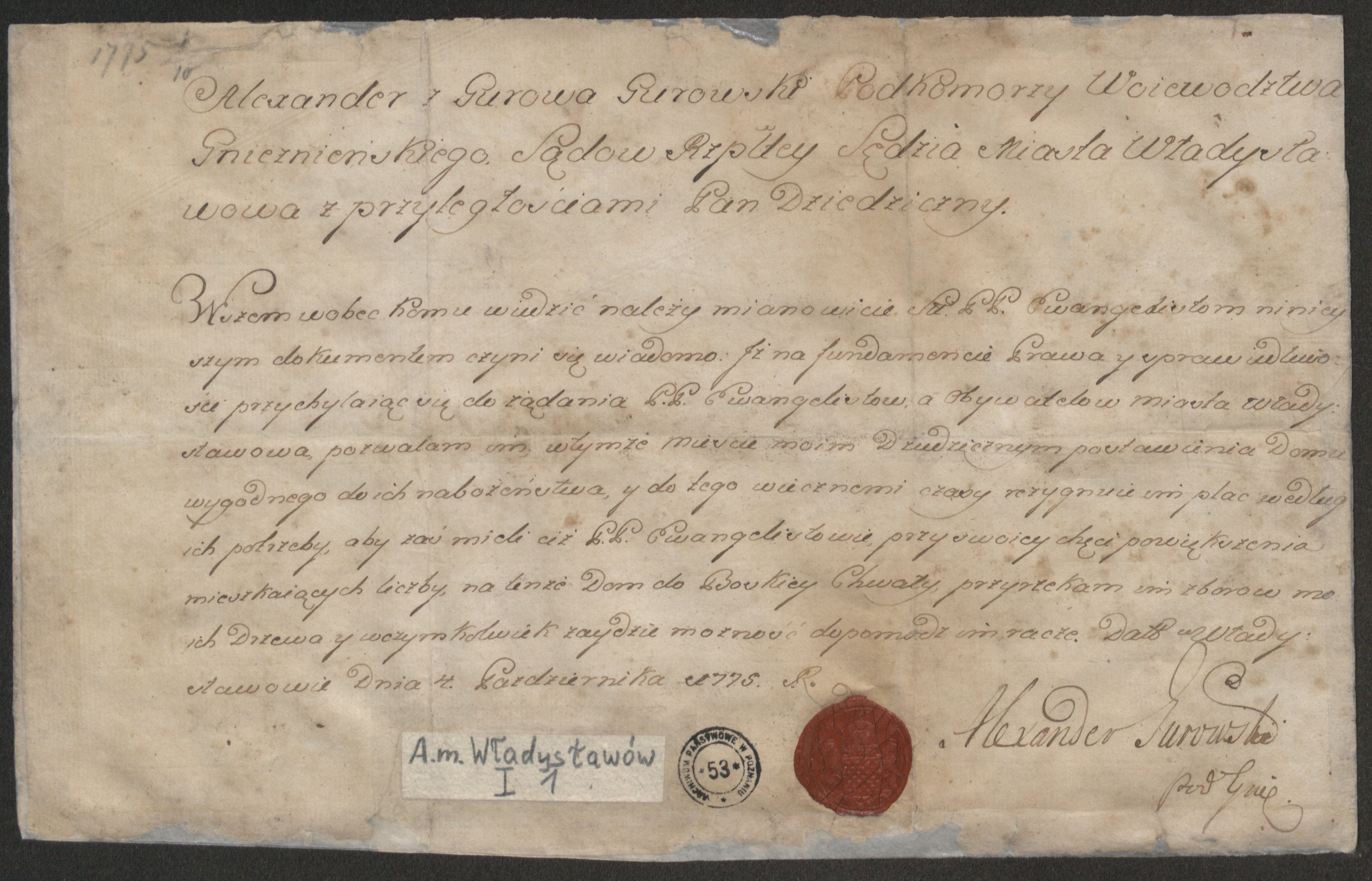
Aleksander Gurowski zezwala ewangelikom we Wladysławowie wybudować zbór. Dokument z 1775 r. ze zbiorów Archiwum Państwowego w Poznaniu

Dawne miasto szlacheckie lokowane było na prawie miejskim w 1727 roku przez Jana Władysława Kretkowskiego, wojewodę chełmińskiego. Od 1728 roku Władysławów był w posiadaniu rodu Gurowskich.
Podstawą rozwoju Władysławowa było tkactwo. Pierwsza wzmianka o istnieniu cechu tkackiego pochodzi z 1738 roku. Osiedlili się tutaj wówczas tkacze z Czech i Saksonii.
Po II rozbiorze Polski, miasto przeszło do zaboru pruskiego, licząc około 520 mieszkańców i 72 domostwa. Mieszkańcy Władysławowa utrzymywali się głównie z rzemiosła, które obejmowało blisko 35 warsztatów.
Od 1807 roku miasto włączono w skład Księstwa Warszawskiego, zaś od 1815 roku wchodziło w skład Królestwa Polskiego. W XIX wieku rozwinęła się tu produkcja bryczek i wozów. Czynne tu były również dwie garbarnie. 
W 1870 roku Władysławów stracił prawa miejskie w wyniku reformy administracyjnej przeprowadzonej w Rosji. Prawa miejskie Władysławów odzyskał w 1919 roku, lecz utracił je ponownie w 1934 roku.
W latach 1975–1998 miejscowość należała administracyjnie do województwa konińskiego.

## Zabytki
W miejscowości zachował się XVIII-wieczny układ zabudowy. Interesujący zespół zabytków tworzą dawne domki tkaczy z przełomu XVIII i XIX wieku. Są to murowane budynki parterowe, kryte dachami naczółkowymi lub czterospadowymi. W niektórych zachowały się przelotowe sienie.
Na rynku wznosi się rokokowa figura świętego Jana Nepomucena z płaskorzeźbami świętych na cokole, pochodząca z 1751 roku.
Po przeciwległej stronie rynku, w czterdziestą rocznicę wybuchu II wojny światowej, w 1979 roku, ustawiony został głaz narzutowy, upamiętniający poległych i pomordowanych w latach 1939–1945.
W eklektycznym budynku dawnego kościoła ewangelickiego z drugiej połowy XIX wieku mieści się Gminny Ośrodek Kultury.

## Sport
W miejscowości działa, założony w 1977 roku, Gminny Ludowy Klub Sportowy „Znicz Władysławów”, którego sekcja piłkarska uczestniczyła w rozgrywkach ligowych w latach 1977–1988, 1998–2013 i 2017–2022. W sezonach 2008/09 – 2012/13 zespół występował w konińskiej klasie okręgowej.

## Ludzie związani z Władysławowem
- Oskar Bartel – teolog, profesor Chrześcijańskiej Akademii Teologicznej w Warszawie
- Henryk Leopold Bartsch – pastor ewangelicki, muzyk
- Roman Chojnacki – muzyk, muzykolog, profesor Akademii Muzycznej w Warszawie
- Adam Gurowski – filozof, publicysta, działacz polityczny okresu powstania listopadowego
- Ignacy Gurowski – publicysta, uczestnik powstania listopadowego
- Rafał Gurowski – hrabia, fundator kościoła w Wyszynie
- Eduard Kneifel – pastor ewangelicki, historyk
- Jerzy Kusiak – polityk, poseł, ambasador
- Andrzej Rosicki – działacz samorządowy, prezydent miasta Łodzi
- Wawrzyniec Sielski – poseł, właściciel ziemski
- Ryszard Trenkler – pastor ewangelicki